# بخش رز (کارول کانتی، اوهایو)
بخش رز (به انگلیسی: Rose Township) یک منطقهٔ مسکونی در ایالات متحده آمریکا است که در شهرستان کرول، اوهایو واقع شده‌است.
 بخش رز ۹۱٫۹۸ کیلومتر مربع مساحت و ۱٬۵۳۷ نفر جمعیت دارد و ۳۰۳ متر بالاتر از سطح دریا واقع شده‌است.